# Communauté de communes Val ès Dunes
Die Communauté de communes Val ès Dunes ist ein französischer Gemeindeverband mit der Rechtsform einer Communauté de communes im Département Calvados in der Region Normandie. Sie wurde am 28. Juli 2016 gegründet und umfasst 19 Gemeinden (Stand: 1. Januar 2025). Der Verwaltungssitz befindet sich in der Gemeinde Argences.

## Historische Entwicklung
Der Gemeindeverband entstand mit Wirkung vom 1. Januar 2017 durch die Fusion der Vorgängerorganisationen
- Communauté de communes du Val ès Dunes und
- Communauté de communes Entre Bois et Marais.

Trotz der Namensähnlichkeit mit einer der Vorgängerorganisationen handelt es sich um eine Neugründung mit anderer Rechtspersönlichkeit.
Gleichzeitig schlossen sich einige Gemeinden zu den Communes nouvelles Moult-Chicheboville und Valambray zusammen. Außerdem trat die Gemeinde Condé-sur-Ifs, die früher der Communauté de communes de la Vallée d’Auge angehört hatte, dem hiesigen Verband bei.
Mit Wirkung zum 1. Januar 2025 verließ die Gemeinde Saint-Sylvain die Communauté de communes Cingal-Suisse Normande und schloss sich diesem Gemeindeverband an.

## Mitgliedsgemeinden
| Gemeinde                            | Einwohner 1. Januar 2022 | Fläche km² | Dichte Einw./km² | Code INSEE | Postleitzahl |
| ----------------------------------- | ------------------------ | ---------- | ---------------- | ---------- | ------------ |
| Argences                            | 3.940                    | 9,76       | 404              | 14020      | 14370        |
| Banneville-la-Campagne              | 188                      | 6,44       | 29               | 14036      | 14940        |
| Bellengreville                      | 1.474                    | 10,15      | 145              | 14057      | 14370        |
| Cagny                               | 2.075                    | 8,46       | 245              | 14119      | 14630        |
| Canteloup                           | 189                      | 2,32       | 81               | 14134      | 14370        |
| Cesny-aux-Vignes                    | 419                      | 4,10       | 102              | 14149      | 14270        |
| Cléville                            | 391                      | 8,53       | 46               | 14163      | 14370        |
| Condé-sur-Ifs                       | 447                      | 11,34      | 39               | 14173      | 14270        |
| Émiéville                           | 626                      | 3,92       | 160              | 14237      | 14630        |
| Frénouville                         | 2.022                    | 6,45       | 313              | 14287      | 14630        |
| Janville                            | 385                      | 4,44       | 87               | 14344      | 14670        |
| Moult-Chicheboville                 | 3.404                    | 17,80      | 191              | 14456      | 14370        |
| Ouézy                               | 232                      | 4,64       | 50               | 14482      | 14270        |
| Saint-Ouen-du-Mesnil-Oger           | 227                      | 5,89       | 39               | 14637      | 14670        |
| Saint-Pair                          | 245                      | 3,28       | 75               | 14640      | 14670        |
| Saint-Pierre-du-Jonquet             | 291                      | 8,17       | 36               | 14651      | 14670        |
| Saint-Sylvain                       | 1.454                    | 13,48      | 108              | 14659      | 14190        |
| Valambray                           | 1.672                    | 41,16      | 41               | 14005      | 14370        |
| Vimont                              | 884                      | 8,96       | 99               | 14761      | 14370        |
| Communauté de communes Val ès Dunes | 20.565                   | 179,29     | 115              | –          | –            |